# Bodybuilding
Bodybuilding is een sport of trainingsmethode waarbij men door een vorm krachttraining de spieren tracht te ontwikkelen (hypertrofie) om het lichaam te verfraaien.
Doorgaans wordt deze beoefend in sportscholen of door middel van thuistraining met oefengewichten (halters) en toestellen. 
Deze sport dient te worden onderscheiden van fitness en gewichtheffen.

## Bodybuilding als sport

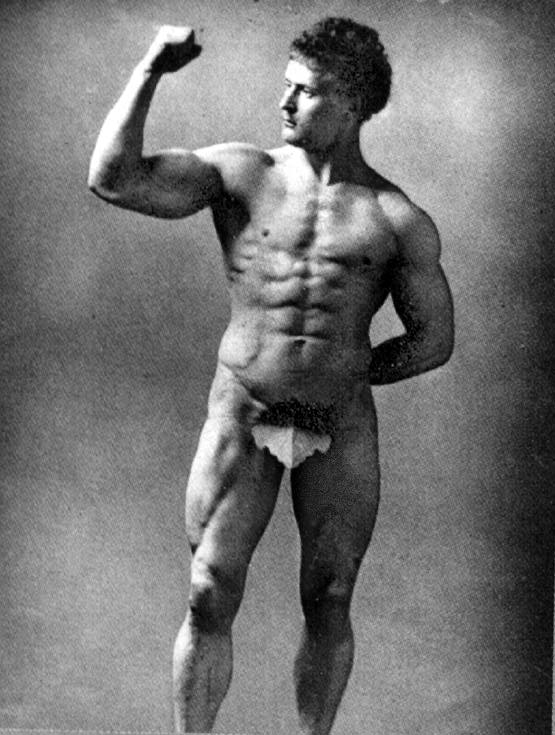
Eugen Sandow

Aan het eind van de negentiende eeuw was het fenomeen "strongmen" met name in Midden-Europa erg populair. Een van hen was Eugen Sandow en hij onderscheidde zich van zijn collega's door zijn opvallende fysiek met een veel lager vetpercentage en betere verhoudingen dan de andere sterke mannen. Sandow verwierf hier zoveel faam en geld mee dat hij in zijn levensonderhoud kon voorzien door enkel en alleen zijn lichaam te laten zien, dus zonder krachtstunts en dergelijke. Sandow zorgde voor een enorme opleving in de verkoop van gewichten en was medeorganisator van de eerste bodybuildingwedstrijden waar het uiterlijk van de fysiek van doorslaggevend belang was. Sandow wordt dan ook gezien als de eerste moderne bodybuilder en de winnaar van de eerste, belangrijkste wedstrijd heden ten dage, hij wordt ook wel The father of modern bodybuilding genoemd. De winnaar van de Mr. Olympia-wedstrijden ontvangt dan ook een beeldje van deze pionier als trofee.

### Onderschatting
Bodybuilding is een levensstijl, volgens velen 60% voeding en 40% training, waarbij men soms tot vier uur per dag traint, in split (niet alle spiergroepen op dezelfde dag) en een zeer streng dieet, afhankelijk van het doel en seizoen. Het gaat niet alleen om de grootte van de spieren, ook de definitie (aftekening), de diepte, de huid, de verhouding (eventuele minder sterke punten, worden extra hard getraind, of de spiergroepen eromheen, worden wat meer ontwikkeld, zodat het minder opvalt). Een voorbeeld is de buikspieren van Arnold Schwarzenegger. Zijn borstpartij, armen, benen, rug en dergelijke, waren zo goed ontwikkeld, dat zijn minder sterke punt (de buikspieren) vrijwel geen probleem meer was. Toch trainde Schwarzenegger dagelijks zijn buikspieren, wat in de 21e eeuw, als onnodig wordt beschouwd.
Op het podium zijn bruining (tan) en glans (bij een donkere huidskleur, vooral de glans), uitstraling en het poseren (waarvan zeven verplichte poses), van groot belang. Schwarzenegger was hier een meester in, hij visualiseerde dat hij de wedstrijd won, wat ook vaak gebeurde.
Het oefenen van poseren, zorgt onder andere voor een betere balans, een betere spierspanning en doorbloeding, meer zelfverzekerdheid op een podium en een goed overzicht van de sterke en zwakkere punten van de opgebouwde spieren.

## Ontwikkeling
In 1903 begon de Amerikaan Bernarr Macfadden zijn magazine Physical Culture en om dat blad te promoten organiseerde hij een serie wedstrijden om de titel “America's Most Perfectly Developed Man”. Tientallen jaren was dit de bodybuildingwedstrijd. In 1921 werd deze wedstrijd van Macfadden gewonnen door Angelo Sicilliano, later bekend als Charles Atlas, een Italiaanse immigrant. Hij begon een postorderbedrijf in boekjes en schema's over hoe je moest trainen en alhoewel dit oefeningen betrof zonder gewichten is hij er multimiljonair mee geworden. Zijn advertenties en zijn motto “laat niemand zand in je gezicht strooien” werden alom bekend. Langzamerhand kwamen er meer wedstrijden als bijprogramma bij het gewichtheffen. De Canadese broers Joe en Ben Weider brachten een ommekeer in de sport teweeg. Joe begon met zijn eigen magazine "Your Physique"(nu de "Muscle & Fitness") dat puur op bodybuilding gericht was en Ben werd voorzitter van de IFBB. Deze bond bestond aanvankelijk uit twee landen de Verenigde Staten en Canada, maar omdat de bodybuilders hier centraal gesteld werden groeide de IFBB uit tot een van de grootste sportfederaties ter wereld met ruim 160 aangesloten landen. In augustus 2000 werd het IFBB lid van het Internationaal Olympisch Comité (IOC), doch een erkenning als olympische sport zit er in de nabije toekomst nog niet aan te komen.

## Ontstaan van de Mr. en Ms. Olympia
De Canadese ex-bodybuilder en ondernemer Joe Weider stond aan het hoofd van een enorm bodybuildingimperium. Zijn tijdschriften Muscle & Fitness, Flex en vele andere titels zijn toonaangevend en ook op het gebied van voedingssupplementen, apparatuur en aanverwante zaken is Weider nog steeds de grootste. De eerste "beroemde" bodybuilders kwamen voort uit de in de jaren dertig begonnen Mr. America- en Mr. Britain-wedstrijden. Namen als John Grimek, Bill Pearl, Reg Park en Clarence Ross werden mede dankzij de tijdschriften van Joe Weider wereldberoemd. Het was Steve Reeves die als eerste ook buiten de kring van insiders wereldfaam verwierf. Deze Mr. America en Mr. Universe werd een beroemde filmster dankzij rollen in films als Hercules. Omdat er na de Mr. Universe niet veel meer te winnen viel, probeerden veel kampioenen het ook te maken als filmster of zochten zij een andere carrière. De gebroeders Joe en Ben Weider verzonnen daarom de The Olympia, de superbowl van het bodybuilden waaraan alleen de echte kampioenen mochten deelnemen. In 1965 begon hiermee feitelijk een nieuw tijdperk in het bodybuilden en na Larry Scott en de Cubaanse vluchteling Sergio Oliva was Arnold Schwarzenegger de derde superkampioen. Schwarzenegger wist met zijn charisma na de bodybuildingwereld ook Hollywood te veroveren en de sport won enorm aan populariteit.
De documentaire Pumping Iron, waarin men onder meer Arnold Schwarzenegger, Franco Columbu en Lou Ferrigno (alias de Hulk) volgt in hun voorbereidingen op de Mr. Olympia 1975, betekende een doorbraak. Voor het eerst werd bodybuilding zelfs in bladen als Sports Illustrated genoemd. De Mr. Olympia is nog steeds de belangrijkste wedstrijd en Shawn Rhoden uit Jamaica is op dit moment de regerende nummer 1. Eind jaren zeventig werd de bodybuildingsport uitgebreid met de vrouwentak. De Ms. Olympia werd in 1980 ingevoerd als belangrijkste titel.

## Kritieken en risico's
Het dopingsmisbruik blijkt zowel in het professionele- als het amateurscircuit voor te komen. Allerlei geneesmiddelen, al dan niet bestemd voor veterinair gebruik, worden aangewend om tot een snellere en onnatuurlijke spiergroei te komen. Hormoonproducten als testosteron of groeihormoon en anabole steroiden blijken zeer effectief te zijn op het vlak van spiergroei, maar kunnen zeer ernstige bijwerkingen hebben met soms ernstige gevolgen. Verscheidene sterfgevallen, ook in Nederland, zijn toegeschreven aan het middelengebruik in de bodybuildingwereld. Er is vooral risico op leverschade, omdat sommige anabolen nauwelijks afgebroken worden door de lever.
In 2009 kon het Belgisch kampioenschap bodybuilding niet doorgaan doordat alle 20 kandidaten bij het plots opduiken van dopingcontroleurs op de vlucht sloegen vooraleer de wedstrijd kon starten.

## Belangrijkste profwedstrijden

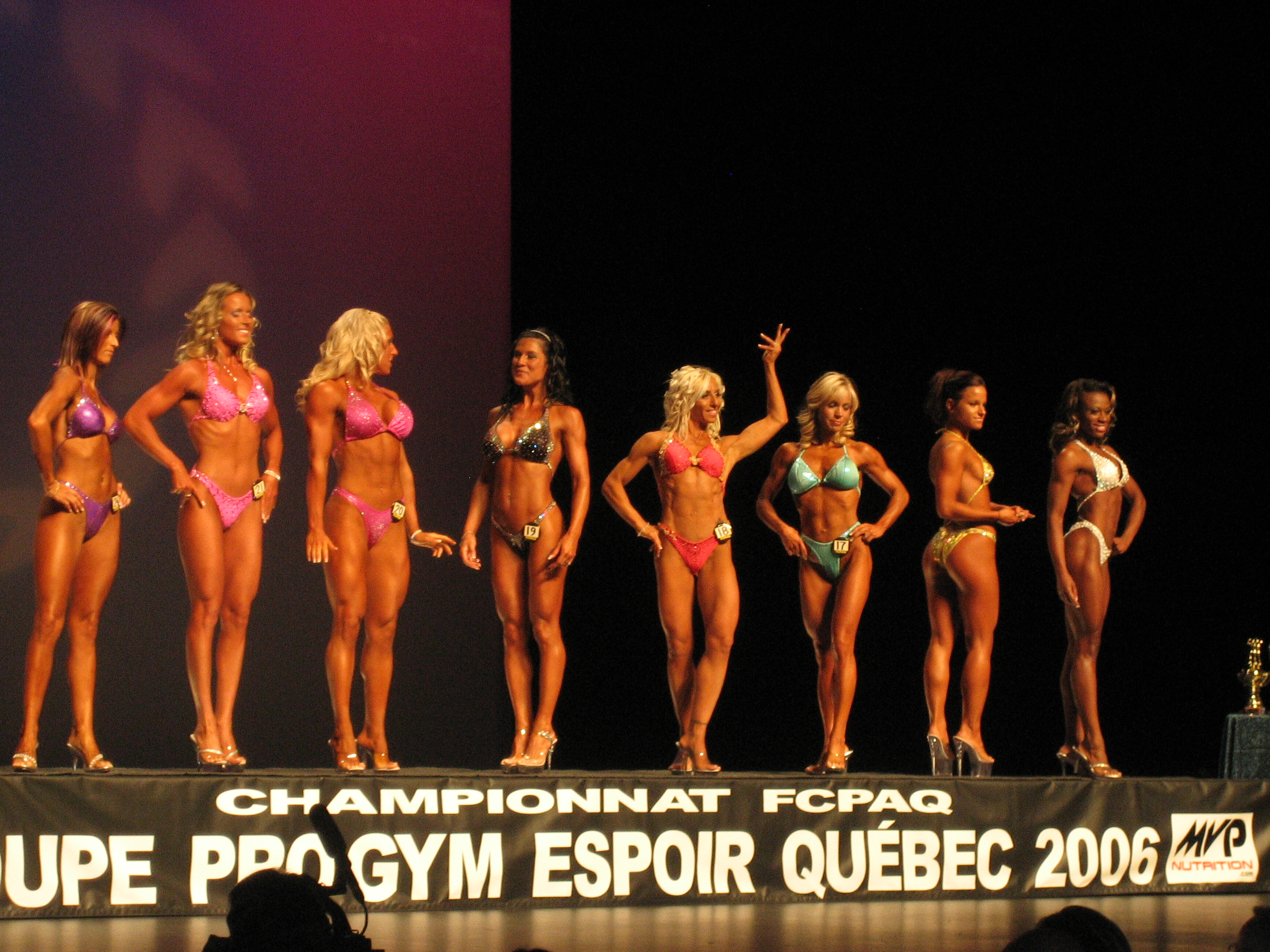
Wedstrijd in Quebec, Canada

De belangrijkste wedstrijden voor profs zijn:
- Mr. & Ms. Olympia
- Ms. Fitness Olympia
- Arnold Classic
- Ms. International
- Night of Champions (New York)
- Ironman

Daarnaast worden er tientallen pro-Grands Prix gehouden in diverse landen. Het prijzengeld op deze pro-wedstrijden varieert van 30.000 tot 675.000 dollar.

## Amateurwedstrijden
De belangrijkste wedstrijden bij de amateurs zijn de Europese en Wereldkampioenschappen en opvallend is dat momenteel de Oost-Europese landen hier enorm goed scoren. Omdat veel vrouwelijke atleten de musculariteit van de dames bodybuilders te extreem vonden ontstond er een “tussenklasse” met de Ms. Fitness. Deelneemsters aan deze klasse moesten naast een goed maar minder gespierd lichaam ook beschikken over lenigheid, kracht en andere vaardigheden. In deze klasse scoren dames met een turnachtergrond heel hoog en ook hier domineren de Oost-Europese landen. Omdat niet iedereen van jongs af aan aan turnen of iets dergelijks heeft gedaan maar toch aan een dergelijke wedstrijd mee willen doen, maar niet aan de bodybuildingwedstrijden is er weer een “tussenklasse” ontstaan, de Ms. Figure.

## Bekende bodybuilders
Veruit de bekendste (mannelijke) bodybuilder in de begintijd was Eugen Sandow. Later werden bekend Steve Reeves en vooral Arnold Schwarzenegger, Lou Ferrigno, Sylvester Stallone en Franco Columbu, alle vijf tevens als filmacteurs. Stallone was echter geen  bodybuilder, die aan wedstrijden meedeed. Voor zijn filmrollen, had hij een goed gespierd fysiek nodig.
In de 21 eeuw is Jay Cutler een van de bekendere bodybuilders, zijn voorgangers waren onder andere Lee Haney, Sergio Oliva, Frank Zane en Tom Platz. Onder de dames, de Australische Bev Francis en de Nederlandse Juliette Bergmann.